# Flavio Roberto Carraro

Bischofswappen von Flavio Roberto Carraro

Flavio Roberto Carraro OFMCap (* 3. Februar 1932 in Sandon di Fossò, Provinz Venedig; † 17. Juni 2022 in Arezzo) war ein italienischer römisch-katholischer Ordensgeistlicher, Generalminister der Kapuziner und Bischof von Verona.

## Leben
Flavio Carraro trat 1948 der Ordensgemeinschaft der Kapuziner in der Ordensprovinz Venedig bei und empfing am 16. März 1957 die Priesterweihe. 
Er erwarb das Lizentiat in Geistlicher Theologie und das Lizentiat in Biblischen Studien am Päpstlichen Bibelinstitut in Rom. Von 1982 bis 1994 war er Generalminister der Kapuziner. 
Papst Johannes Paul II. ernannte ihn am 8. Juni 1996 zum Bischof von Arezzo-Cortona-Sansepolcro. Die Bischofsweihe spendete ihm der Erzbischof von Florenz, Silvano Kardinal Piovanelli, am 7. August desselben Jahres; Mitkonsekratoren waren Kurienerzbischof Francesco Gioia OFMCap und Giovanni D’Ascenzi, emeritierter Bischof von Arezzo-Cortona-Sansepolcro.
Am 25. Juli 1998 berief ihn Johannes Paul II. zum Bischof von Verona. Papst Benedikt XVI. nahm am 8. Mai 2007 sein aus Altersgründen vorgebrachtes Rücktrittsgesuch an.
Flavio Carraro lebte zuletzt im  Kapuzinerkloster in Conegliano Veneto und starb am 17. Juni 2022 im Alter von 90 Jahren.